# バイオトイレ
バイオトイレは、便所の方式の一つ。
英語ではComposting toiletというのが一般的である。日本では「バイオトイレ」のほかに「コンポストトイレ」「コンポスティングトイレ」とも呼ばれる。
好気性微生物の活動によって排泄物を分解する。水をまったく使わないか、使う場合であっても水洗トイレなどに比べて少量で済む。

## 利用

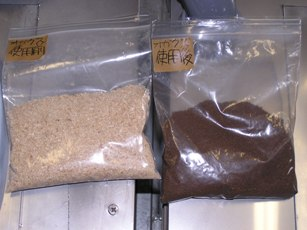
オガクズ使用前後比較サンプル

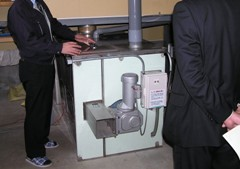
バイオトイレ処理機本体（メーカー事務所の地下スペースに収納）

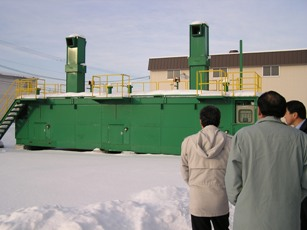
家畜用バイオトイレ

排泄物を木質材（オガクズ、ヤシ皮繊維、ピートモス、籾殻など）と混ぜ合わせることにより、好気性微生物による分解、水分吸収、悪臭の軽減を行う。多くの場合、バイオトイレにおける微生物の有機物分解は、低速分解・低温分解によって行われる。長期的な分解を行うため、二次的な便槽・貯蔵所に移しかえる方式もある。バイオトイレから取り出された残渣は、農業や園芸で堆肥（コンポスト）として使用できる。
水が使えない場所や、下水道設備がない場所に設置される。欧米諸国（スウェーデン、カナダ、アメリカ合衆国、イギリス）やオーストラリアにおける沿道施設や国定自然公園などで多く使われているほか、同じくスウェーデンやフィンランドなどにおける山村・農村の別荘で多く使われている。
日本を含むこうした先進国から、インフラストラクチャーの整備が遅れている発展途上国へ、バイオトイレやその技術が輸出・提供されることもある。

## 構造
オガクズなどを便槽の中に詰め込んであり、排泄された糞尿をともに攪拌して好気性微生物を活発化させ、分解・堆肥化させる。電気ヒーターなどにより高温加熱する方式と加熱しない方式に大きく分けられるほか、糞尿をすべて一緒に処理する方式と、固形分（糞）と液体分（尿）を分けて処理する方式に分類できる。糞尿に含まれる水分は、蒸発により放出させるか、または別に分けて処理する。残った有機物を、オガクズ内に生息している好気性のバクテリアが分解する。最終的には、土化したオガクズと、再利用可能な堆肥を生成する。
処理機内のオガクズの量は、その処理能力によってさまざまであるが、1日当たり処理数×0.01m3程度が必要である。処理能力相応の使用状態におけるオガクズの寿命は6か月程度であるが、処理能力を上回る使用下での寿命は著しく低下する。
好気性微生物の活性化のためには便槽の撹拌が必要であり、手動ハンドルなどによって撹拌するものと、電気モーターで撹拌するものとに分類される。
原理的にはコンポスターと同様であるため、生ごみ処理機としても利用できる場合もある。故障防止のため、骨などの固形物を細かく砕かなければならない場合がある。このほか、ペット用や室内設置用の家具調、家畜用のバイオトイレもある。
「水を使わないトイレ」として、NETIS（新技術情報提供システム）に登録された技術である（登録No.HK-040017）。

## 特徴

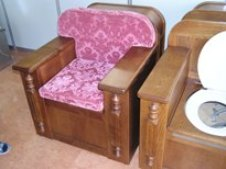
室内設置用バイオトイレ（南極昭和基地にも設置された）

水洗式でないゆえ、どんな場所にでも設置できるという点である（加熱式の場合は電源が必要）。また、汲み取り作業を必要としないため、バキュームカーの立ち入れない場所への設置も可能。排泄物を垂れ流すことも無いため、近年問題になっている登山愛好者の排泄物問題解決の糸口としても注目されている。実際に金時山（神奈川県･箱根足柄山地）の山頂をはじめ、バイオトイレを設置している山小屋も各地にある。近年ではトンネルなどの工事現場や大規模農場にも導入されている。
設置は比較的簡単であり、都市公園のトイレなどに設置されている例も見受けられるほか、個人宅のトイレにも設けられることがある。
間接的に汲み取り費用が不要になることから恒常的なランニングコストの低減も期待できるが、保温用や攪拌用の電力料金は使用頻度や機種によってかなり高額になることもある。
電気の使用については、選択肢として下記が考えられる。
ヒーター・モーターともに電力供給
攪拌用のモーターを駆動させる場合は、一時的ではあるが（数分間）数100Wの電力が必要である。また、水分を蒸発させるために電気式ヒーターで加熱する場合は、恒常的に数100W規模の電力が必要になる。この場合、太陽光発電や風力発電などの自家発電装置でまかなうことは、現実的にはほぼ不可能となる。
ヒーター電源のみ供給
攪拌は手回しや足漕ぎなどの人力で行い、加熱・保温用のヒーターは供給電力で作動させる場合。必要電力は数100Wとなる。モーターを駆動させる場合に比べれば必要電力は少ないが、太陽光や風力などの自家発電装置でまかなうことは難しい。
電源なし
撹拌を手回しや足漕ぎなどの人力でまかない、加熱も行なわずに自然の状態で分解・堆肥化を図る方法。ただし、好気性微生物を育てるための空気循環、および強制排気のためのファンは必要と思われる。ファンの必要電力は一般的に数10Wであるので、小さな太陽光・風力などの簡易な発電設備があれば対応できる。

## 留意事項
バクテリアによる生分解に依存しているため、便座クリーナーや洗剤などの除菌作用のあるものは使用できない。攪拌スクリューやモーターの故障につながるため、硬い物・衣類などの投入も厳禁である。生理用品やおむつ、たばこの吸殻の投入も好ましくない。
長期的に使用しない場合は、ヒーターによるオガクズの過熱防止のため、電源を切る必要がある。温水洗浄便座は禁止事項ではないが、水分過多によるオガクズの処理能力低下が懸念されるため、あまり推奨できない。

## メンテナンス
オガクズなどを定期的に交換する必要がある。使用頻度や処理容量にもよるが、おおむね3 - 6か月程度に1回の交換が目安である。オガクズの交換そのものには、専門知識は不要である。モーターやスクリューなどは通常使用下は整備なしで構わないが、変形や焼付などの場合は交換が必要となるため、専門の技術者を要する。
バイオトイレは遠隔地などに設置することが多いため、想定外のトラブルが多く、メンテナンスに手間とコストがかかる。そこで、バイオトイレに取り付けたデバイスから発信される情報をクラウド上で管理することで、使用状況をリアルタイムに監視し、適切なタイミングでメンテナンスするIoTの仕組みがある。

## 進化するバイオトイレ

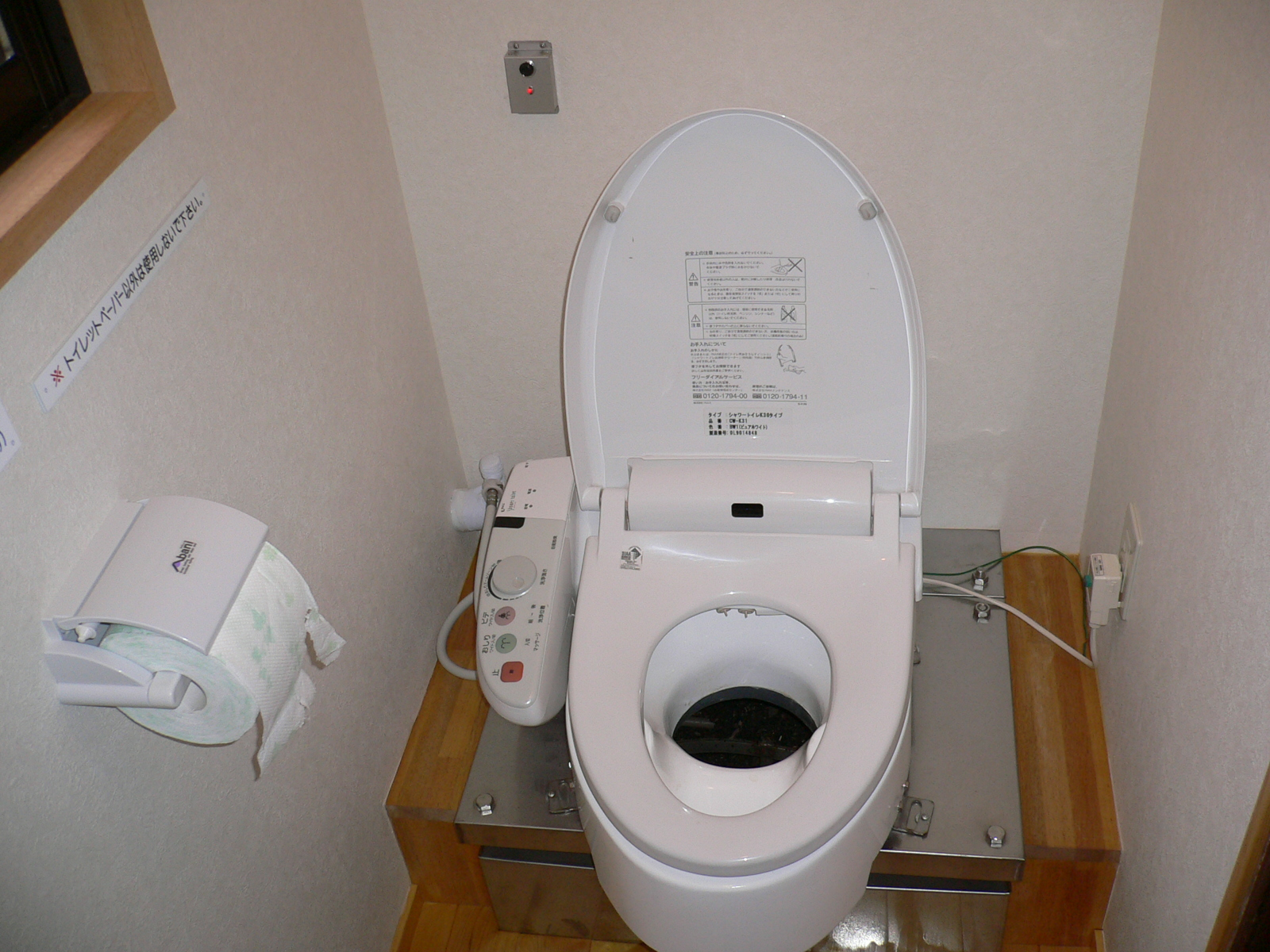
バイオトイレでの温水洗浄便座使用例

### 原理
屎尿を発酵分解して処理するトイレとなれば、方式はさまざまに考えられる。バクテリアの種類、菌床の種類も一つではない。

### 処理能力
限られた処理槽の中では発酵分解できる量が微量であるため、連続して能力以上に使用すると分解しきれない汚泥が溜まって悪臭が発生し、菌床の交換をせざるをえない状態になる。年に何回かとはいえ、それは人力で行うしかない。大変な負担であり、ベタベタした状態でのコンポスト使用は、環境衛生上からも問題になる。また、災害時やイベントなどで1日の使用限度を超えた使用を続けると、汲み取りが必要となる。

### 解決方法
有力な解決方法としては、油成分まで分解できる好気性バクテリアを菌床に初期投入し、完全に屎尿やトイレットペーパーの発酵分解ができれば、悪臭が発生せず菌床の交換も必要なくなる。さらに、発酵分解を促進する環境を整えることにより、性能がアップされる。バクテリアの発酵分解には、水分・酸素・温度のバランスが重要になってくる。温度は自動調節、酸素は処理槽中心のスクリューを回転させることで全体に含ませる。トイレットペーパー使用後に、スイッチを押しての回転とタイマー設定で一定時間に1回は回転させる。
最もネックになるのは、水分の調節である。好気性バクテリアは、水分の多い状態では分解力が低下するため、一定量を超えた水分は処理槽に流れないよう、分離する必要がある。水分量が減少したところで処理槽に戻して蒸発させれば、設備内で完全に屎尿処理できる。菌床をコンポストとして使用するにも安全である。菌床を交換する必要はなく定期的な点検のみで使用できるが、尿の使用量が著しく多い場合は処理槽での蒸発が間に合わず、尿タンクに貯まる量が増加する。

### エコロジカルサニテーション
屎尿を分離するには、専用のセパレート便器が必要である。

## メーカー
- 株式会社ミカサ（大分県）
- 正和電工株式会社（北海道）
- コトヒラ工業株式会社（長野県）
- 大央電設工業株式会社（長野県）
- 株式会社 瀧澤（三重県）
- エンバイオレット sancor Co., Ltd.（カナダ）
- サン-マー・コーポレーション SUN-MAR Co., Ltd.（カナダ）
- スウェディッシュ・エコロジー（スウェーデン）
- セパレッタ Separetta AB（スウェーデン）

## ギャラリー

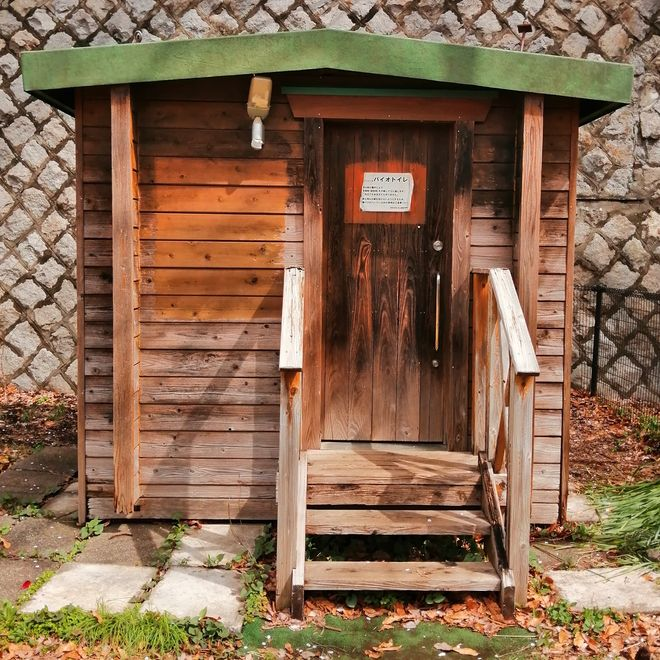
成城三丁目緑地のバイオトイレ（外）
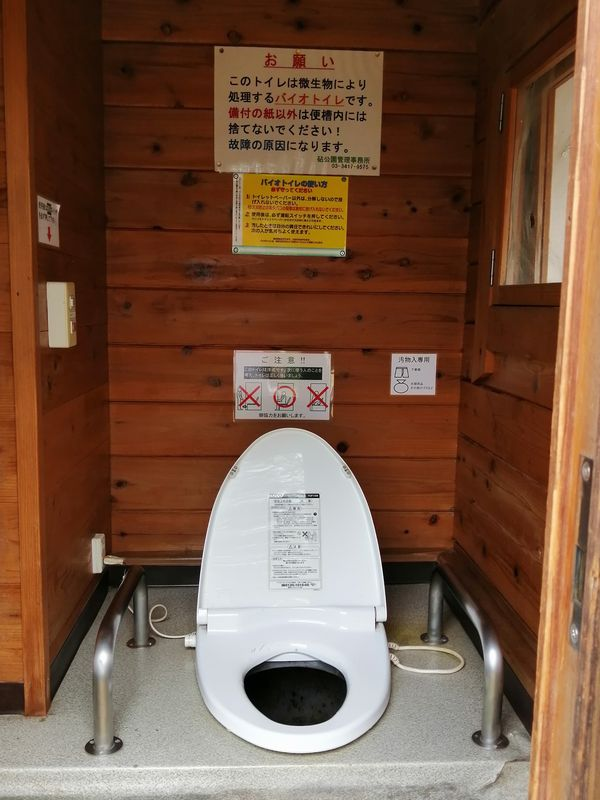
成城三丁目緑地のバイオトイレ（内）